# Ассирійський календар
Ассирійський календар - місячний календар, створений у 4750 до н. е. та натхненний першим храмом, побудованим в Ассирії. Спеціально для ассирійського календаря під редакцією Адді Алхаса, Жана Алхаса та Німрода Сімоно за основу були взяті деякі статті, опубліковані в «Гільгамеші». Новий рік у ньому починається з першим променем весни.

## Місяці
| СЕЗОН        | МІСЯЦЬ        | ТРАНСЛІТЕРАЦІЯ              | ІНФОРМАЦІЯ                            | Божество | ДНІВ | ГРИГОРАНСЬКИЙ КАЛЕНДАР |
| ------------ | ------------- | --------------------------- | ------------------------------------- | -------- | ---- | ---------------------- |
| ВЕСНА        | арам. ܢܝܣܢ    | Ейпріл-Нісон                | Щасливий місяць                       | Енліль   | 31   | березень квітень       |
| ВЕСНА        | арам. ܐܝܪ     | Яар-Іяр                     | Ведмідь кохання                       | Хая      | 31   | квітень травень        |
| ВЕСНА        | арам. ܚܙܝܪܢ   | Ğziran-Hzirin               | Місяць будівництва                    | Сін      | 31   | травень червень        |
| ЛІТО         | арам. ܬܡܘܙ    | Тамуз-Тамуз                 | Жнивний місяць                        | Тамуз    | 31   | червень липень         |
| ЛІТО         | арам. ܐܒ/ܛܒܚ  | Т'даббаг-Тіббаг             | Ведмедик дозрівання плодів            | Шамаш    | 31   | липень серпень         |
| ЛІТО         | арам. ܐܝܠܘܠ   | Елул-Ілуль                  | Розпилювач насіння Місяць             | Іштар    | 30   | серпень вересень       |
| ОСІНЬ(ОСІНЬ) | арам. ܬܫܪܝܢ ܐ | Тішрін І                    | Місяць обробки                        | Ану      | 30   | вересень жовтень       |
| ОСІНЬ(ОСІНЬ) | арам. ܬܫܪܝܢ ܒ | Тішрін II                   | Місяць пробудження похованого насіння | Мардук   | 30   | жовтень листопад       |
| ОСІНЬ(ОСІНЬ) | арам. ܟܢܘܢ ܐ  | Канон І                     | Місяць дизайну (вагітність)           | Нергал   | 30   | листопад грудень       |
| ЗИМА         | арам. ܟܢܘܢ ܒ  | Канон II                    | Місяць відпочинку                     | Нашо     | 30   | грудень січень         |
| ЗИМА         | арам. ܫܒܛ     | Сват (Наполегливість)-Ішвіт | Ведмідь повені                        | Раман    | 30   | січень лютий           |
| ЗИМА         | арам. ܐܕܪ     | Адаар – Одар                | Ведмідь злих духів                    | Рохатий  | 29   | лютий березень         |